# Possessed
Possessed (з англ. дослівно: одержимі) — метал-гурт із США, що грає дез- та треш-метал. Гурт відомий своїм інноваційним альбомом Seven Churches (1985), який поряд з альбомом Scream Bloody Gore гурту Death уважається одним з перших альбомів дез-металу. Вокаліст і бас-гітарист гурту Джефф Бесерра вважається одним з перших вокалістів, який використав такий прийом співу як ґроулінг. Демо-запис гурту під назвою Death Metal і дав назву напрямку.

## Дискографія
За час першої каденції було видано два повноформатники, окрім того перше демо колективу дало назву однойменному жанру. У 2017-му, після тривалої перерви, було оголошено про видання третього альбому.
- (1984) Death Metal (Демо)
- (1984) Rehearsal (Демо)
- (1985) Demo 1985 (Демо)
- (1985) Pre-production Demo (Демо)
- (1985) Seven Churches (Демо)
- (1985) Seven Churches (LP)
- (1986) Beyond the Gates (LP)
- (1987) The Eyes of Horror (EP)
- (1991) Rehearsal '91 (Демо)
- (1991) 1991 demo (Демо)
- (1992) Victims of Death: The Best of Possessed (Компіляція)
- (1993) 1993 demo (Демо)
- (2003) Fallen Angels (Split)
- (2004) Agony in Paradise
- (2006) Ashes from Hell

## Фрагменти аудіо
- The eyes of horror з однойменного альбомуⓘ, вступ (виразна техніка тремоло на електрогітарі)